# Papirus 128
Papirus 128 (według numeracji Gregory-Aland), oznaczany symbolem {\displaystyle {\mathfrak {P}}^{128}} – grecki rękopis Nowego Testamentu pisany na papirusie, w formie kodeksu. Paleograficznie datowany jest na VI lub VII wiek. Zawiera fragment Ewangelii Jana. Znaleziony został w Tebach, w Egipcie.

## Opis
Zachowało się 6 fragmentów jednej karty kodeksu. Oryginalne karty kodeksu miały rozmiar 6,7 na 4,8 cm).
Zachowany tekst Ewangelii Jana zawiera fragmenty 9,3-4 i 12,16-18. Tekst pisany jest jedną kolumną na stronę, 50 linijek na stronę.

## Historia rękopisu
Papirus został znaleziony w klasztorze św. Epifaniusza w Tebach. Stał się znany po publikacji z 1926 roku, był jednak traktowany jako część papirusu 44 i był razem z nim przechowywany. W 1995 roku Elliott i Parker zwrócili uwagę, że pochodzenie jednego fragmentu papirusu 44 nie jest pewne. Chodziło o fragment zawierający tekst J 12,12-13. Późniejsze badania wykazały, że wraz z fragmentem J 9,3-4 stanowi odrębny rękopis. 
Papirus wciągnięty został na listę papirusowych rękopisów Nowego Testamentu prowadzonej przez Institut für neutestamentliche Textforschung (INTF). Skatalogowany został pod numerem 128. Nie został uwzględniony w 28 wydaniu greckiego Nowego Testamentu Nestle-Alanda (NA28).
Rękopis przechowywany jest w Metropolitan Museum of Art (Inv. 14. 1. 527) w Nowym Jorku.